# Capanna Tomeo
Die Capanna Tomeo (deutsch Tomeohütte) ist eine Hütte in der Ortschaft Broglio TI im Val Tomè, einem Seitental des Val Lavizzara in den Tessiner Alpen. Sie gehört dem Patriziato von Broglio.

## Beschreibung
Die Hütte befindet sich auf 1739 m ü. M. am Fusse des Monte Zucchero (2735 m ü. M.) beim Lago di Tomè.
Die alte Alphütte (Rifugio) wurde 1986 umgebaut und 2010 renoviert und hat 7 Notbetten. Neben der alten Hütte wurde 2014 die neue Tomehütte (Capanna) aus einem alten Steinhaus mit einem modernen Holzanbau erstellt. Die neue Hütte ist während der Sommersaison bewartet. Das Patriziato wollte damit die ehemalige Schafalp mit ihren traditionellen Hütten für die Nachwelt und den Tourismus erhalten.
Die Hütte bietet im Erdgeschoss im vorderen Teil einen Aufenthaltsraum mit 24 Plätzen und eine Küche, im hinteren zwei WCs mit zwei Duschen, eine Garderobe und einen Keller. Das Obergeschoss ist mit zwei Schlafzimmern mit je sechs Betten, einem Zimmer mit acht Betten und einem Zimmer für den Hüttenwart ausgestattet. Auf der Südseite befindet sich eine grosse Panoramaterrasse.
Die alte Hütte ist ständig geöffnet, mit der Möglichkeit zu übernachten, zu kochen (Holz- und Gasofen) und Getränke und Lebensmittel zu kaufen. Die Anmeldung ist obligatorisch und die Preise werden in der Hütte ausgehängt.
Die Hütte ist Etappenort des Via Alta Vallemaggia (VAVM).

## Zustieg
- Von Broglio TI (703 m ü. M.), Gehzeit 3 Stunden, Schwierigkeitsgrad T3. Broglio ist mit öffentlichen Verkehrsmitteln erreichbar.

## Übergänge und Nachbarhütten
- Capanna Alpe Spluga über die Bocchetta del Sasso Bello (4. Etappe  VAVM), in 7 Stunden, T4
- Capanna Sovèltra in 7 Stunden (5. Etappa VAVM)
- Capanna Barone in 8 Stunden.
- Capanna Cògnora in 7 Stunden.[3]